# 崇基學院
崇基學院（英語：Chung Chi College，簡稱CCC）是香港中文大學九所成員書院之一，也是其中一家創校書院及規模最大的書院。

## 歷史
為回應1949年中共建國後大量難民來港，以及香港中文中學畢業生因政局而無法回中國升學的問題，1951年2月，何明華會督與前廣州嶺南大學校長李應林和聖約翰大學校董歐偉國等賢達，決定在港籌辦一所基督教大學，以承繼「過去基督教人士在內地辦學的精神，繼續依照基督教教義來作育這一班青年」。經過合議之後，決定開辦崇基學院，隨即於5月向港府申辦，邊磋商邊招募南來的學人擔任教席，繼而於9月招生，到10月2日即於聖約翰座堂舉行立校感恩崇拜，並於10月3日開課。在崇基學院的第一份年報中，首任院長李應林亦指出，崇基學院正是要「填補」基督教大學在中國遭逢突變而留下來的「真空」。

### 繼承13間基督教大學
崇基學院禮拜堂的聖壇兩旁懸掛著中華民國大陸時期十三間基督教大學的校徽木刻。這「十三校徽」代表崇基學院之創立乃繼承國內十三間基督教大學的辦學使命。另外，崇基行政樓側小廣場前亦種植了紫薇十三株（「十三紫薇」）以為象徵。
1. 之江大學（1845年成立）
2. 華中大學（1871年成立）
3. 華西協合大學（1910年成立，香港中文大學第二任校長馬臨的母校）
4. 上海聖约翰大學（1879年成立）
5. 嶺南大學（1888年成立）
6. 金陵大學（1888年成立，香港中文大學首任校長李卓敏的母校）
7. 東吳大學 (蘇州)（1900年成立）
8. 齊魯大學（1904年成立）
9. 滬江大學（1906年成立）
10. 華南女子文理學院（1908年成立）
11. 金陵女子大學（1913年成立）
12. 福建協和大學（1915年成立）
13. 燕京大學（1919年成立）

溯自1950年的中国高等院校院系调整，所有中國國內之基督教大學均經中國政府先後接管。香港各基督教教會代表，認為需要在香港創辦一所以中文為主之基督教高等學府，於是在1951年10月創立崇基學院，以繼承中國既往基督教大學悠久優良傳統的使命，並於1955年依照香港政府法例註冊成立。

### 校園發展史
1951年，崇基學院創辦之初，僅有學生63人，借用聖約翰座堂及聖保羅男女中學上課。其後乃租賃堅道147號房舍及下亞厘畢道之聖公會霍約瑟紀念堂（2007年命名為明華神學院莫慶堯樓）為校址。此項發展乃得美國之「亞洲區基督教高等教育聯合董事會」、紐約之「嶺南大學基金委員會」（今稱嶺南基金會）與英國倫敦之「亞洲基督教大學協會」之經濟資助，而告達成者，香港各界人士及教會之經濟支援，亦有增無已。
1955年春，香港政府在新界馬料水撥贈七幅土地，面積共計10英畝，並於其增建火車站（現名為大學站）。崇基學院乃於一九五六年遷至環境優美的新界馬料水村永久校址。本校更大量購買鄰近土地，以為建築運動場及新增校舍之用。
1955年4月，凌道揚校長向政府申請租貸在毗連崇基新校址七幅土地間的30英畝地為造林之用。港督葛量洪以凌校長為著名農林學家（凌校長是中國植樹節的發起人，曾幫助孫中山先生擬定《建國方略》中的林政計劃），反建議將300英畝土地租予崇基，劃作崇基的植林區，讓學院和同學開墾荒山造林。這300英畝的土地大約相當於現在中文大學的地契範圍。凌校長曾僱人於山頂，以白色石塊砌成「崇基」兩個大字，所以中大的山頭一度被稱呼為「崇基山」。
1955年9月，崇基向馬料水村民買入鹹田、荒壩與水田，用以興建運動場。
1956年11月，崇基學院的兩座教學樓、圖書館、禮堂兼膳堂、及臨時學生宿舍落成，崇基正式搬遷至馬料水谷永久校址。
1957年，崇基學院購買鄰近馬料水村的土地以擴展，並於粉嶺龍躍頭與軍地之間購入雙倍原有農地面積之土地，興建馬料水新村以安置原來馬料水村村民。馬料水新村於1962年落成。
1963年尾，崇基學院交出崇基山農植墾林區給新成立的香港中文大學發展。翌年展開爆破工程，至於1969年完成，崇基山的高度由170米削減至140米，並平整出4個平台：新亞書院、聯合書院、百萬大道，以及士林路一帶教職員宿舍。
1970年，崇基獲龐萬倫牧師贈小道風山土地（位於沙田道風山路和銅鑼灣山路之間），並擬與嘉年地產合作，將小道風山發展成退休教職員宿舍及私人住宅（而補地價交易在1982年完成）；但後來嘉年倒閉，地盤發展權由新鴻基地產購入（同時修訂發展條款，崇基不會獲任何住宅單位），發展成曉翠山莊，於1994年發售，1977年大學集權後最後一塊由崇基持有的土地終告易手，但崇基亦因而得到一筆為數不少的院務資金，在加建學生福利設施時所需捐助較其他書院少。

### 成立香港中文大學
1957年，崇基學院、新亞書院、聯合書院組成中文專上學生協會，目的在促進中文高等教育之發展及獲得政府之承認為專上學院。1959年，香港政府批准《專上學院條例》。崇基學院乃立即申請註冊，於1963年初經政府批准。
1962年，香港政府任命一委員會，負責對成立一所中文大學提供建議。1963年4月，委員會發表報告書，並建議在香港設立一所聯合型大學，以崇基、新亞、聯合三間學院為基本成員。1963年6月24日港督委派新大學臨時校董會，關祖堯議員擔任主席，協助政府實施委員會之建議。
1963年10月17日，香港中文大學成立，崇基遂成為中大創校時三所成員學院之一。1963年尾，崇基交出崇基山植林區予大學本部作發展之用。崇基學院校園位於新界大埔公路十一咪半東北之山谷。
首屆學位考試於1964年春舉行。 大學首畢業生，於1964年10月分別授予學位及文憑。碩士學位於1967年10月頒授。

## 學院辨識

崇基學院院徽

### 院名
崇基學院旨在繼承國內十三間基督教大學之辦學使命；本「崇奉基督」之精神，命名「崇基學院」。「崇基」亦兼含「崇高基礎」之意。

### 校訓
崇基學院校訓為「止於至善」，語出《大學》：「大學之道，在明明德，在親（新）民，在止於至善。」

### 校徽
崇基院徽由圖案和文字組成，圖案上方為校名「崇基」二字，下方為校訓「止於至善」四字，兩者俱為小篆。校徽圖案取材自唐代「大秦景教流行中國碑」之圖案。校徽圖案取材自一千二百多年前之景教碑，銘記基督教來華傳教事業的開始，有數典追源之意。一九五四年至一九六〇年校徽外框形狀為長方形，一九六一年開始校徽外框形狀改為盾形，並沿用至今。

### 院歌
校歌歌詞寫於1952年。歌詞内容宣述創校的時代使命，並勉勵學子志學勤修，本著基督的精神與校訓「止於至善」的精神，融合中西學術，以發揚文化、匡時救世為己任。校歌的曲調來自十九世紀的一首美國民謠《Annie Lisle》。（試聽「崇基學院校歌」可參閱此處（页面存档备份，存于）。）
崇基學院校歌 （H. S. Thompson 曲、謝扶雅詞）

南天海嵎，四方人士，同興此學府。

崇奉基督，勵志篤行，修業勤是務。

漫漫長夜，屹立明燈，使命莫辜負。

學成致用，挽救狂瀾，靈光照寰宇。

神州學術，源遠流長，數典不忘祖。

自由民主，嘉誼友邦，協力相互助。

中西結晶，增益文明，聖教宏其緒。

濟濟菁英，天降大任，至善勉同赴。

### 特色
致力推動全人教育，鼓勵學生多元發展，讓學生從體驗中學習與成長。崇基以融合基督精神與中國文化精神，開拓博愛包容、自由開放之風氣，培養學問通達、襟懷廣闊及具有世界文化視野的人才為宗旨。我們期望崇基學生一方面對中西文化有深切的了解，另一方面對現代社會各種問題具備分析及解決的能力。
學院校訓為「止於至善」，勉勵每一位同學，世事與人生皆難達至完美境界，必須不斷努力，以「圓滿」為永恆目標。和其他幾家書院不同之處，除了學院本身的基督教背景，就是學院範圍內的禮拜堂和設有神學院。崇基禮拜堂更是在香港大專界中獨有的座地式教堂。大學九所成員書院中，只有崇基學院設有音樂及神學課程。

## 行政架構
校董會 
| - 主席 - 陳德霖博士 - 司庫 - 陳鎮榮先生 - 終身榮譽校董 - 熊翰章博士 - 香港各教會團體代表 - 區志偉教授 - 鄭卓生博士 - 周燕鏞女士 - 范晋豪座堂牧師 - 林津牧師 - 林李内欣上尉 - 劉偉海博士 - 蒲錦昌牧師 - 曾立基先生 - 王家輝牧師 - 丘頌云先生 - 楊有志牧師 - 亞洲基督教高等教育聯會董事會代表 - 鄭文珊先生 - 曹永強先生 | - 校董會推選董事 - 陳早標先生 - 陳鎮榮先生 - 陳細明先生 - 陳德霖博士 - 錢永勛先生 - 郭志樑博士 - 鄺榮昌先生 - 梁鳳儀博士 - 李國謙先生 - 李國星先生 - 呂元信先生 - 雷兆輝醫生 - 伍燕儀女士 - 魏敬國先生 - 彭玉榮博士 - 蘇雄先生 - 曾陳桂梅女士 - 黃劍文先生 - 校友會推選董事 - 陳樹偉先生 - 廖健華先生 - 全國基督教大學同學會推選董事 - 梁延溢博士 - 院務委員會代表 - 高永雄教授 - 蕭鳯英教授 | - 院長 - 關美寶教授 - 副院長 - 黃念欣教授 - 神學校董會主席 - 郭志榮牧師 - 校牧 - 高國雄牧師 - 秘書 - 湯泳詩博士 |

## 歷任校長及院長
1977年中大改制前
校長：
第1任：李應林教授（1951-1954）
第2任：凌道揚教授（1955-1960，其後亦為聯合書院第二任院長（1960-1963））
第3任：容啟東教授（1960-1975）
第4任：雷恩教授（1975-1976）
第5任：譚尚渭教授（1976-1977）
1977年中大改制後
院長：
第5任：譚尚渭教授（1977-1981）
第6任：傅元國教授（1981-1988）
第7任：譚尚渭教授（1988-1990）
第8任：沈宣仁教授（1990-1994）
第9任：李沛良教授（1994-2004，其後亦為伍宜孫書院第一任院長（2006-2017））
第10任：梁元生教授（2004-2014）
第11任：陳偉光教授（2014-2015）
第12任：方永平教授（2016-2023）
第13任：關美寶教授（2023年8月1日-）

## 學院與學系
崇基學院共分61學系，提供約54項主修課程及46項副修課程。學生必須分屬香港中文大學八個學術學院中，包括：文學院、理學院、社會科學院、工商管理學院、醫學院、教育學院、工程學院及法律學院。崇基學院是香港中文大學唯一提供神學以及音樂這兩個科目的書院，但亦有少部分音樂系學生因轉系而隸屬其他書院。

## 校牧室
崇基學校的校牧室是香港中文大學九所成員書院中獨有的。憲章上列明校牧的職責是：負責主領校內之宗教活動；協助關顧學生的福利、群體性和社會性的生活；執行校董會指定的其他工作。
校牧室主要工作包括：
- 禮拜堂：管轄崇基學院禮拜堂。
- 學院週會：上課期間逢星期五之第四節及第五節於崇基禮拜堂舉行學院週會。
- 信仰輔導：向大學同學及同事提供信仰輔導。
- 主日崇拜：逢主日舉行主日崇拜，崇基倣效英國牛津與劍橋大學禮拜堂的傳統，設立「大學講章」（University Sermon），將學術與講道熔於一爐。[13]
- 團契活動：支援和推動校園基督徒團契活動。
- 午間心靈綠州：學期間每週午間舉行聖樂欣賞。
- 週年活動：統籌兩項週年宗教活動，即每年十月底舉行的校慶感恩節崇拜，及十二月初舉行的崇基畢業禮。
- 基督教文化節：由2004年至2015年，崇基學校共舉行了六屆「基督教文化節」。[15]

### 歷任校牧
自1951年建校之時，崇基學院已有校牧。在香港中文大學九所成員書院中，「校牧」一職是崇基學院所獨有的。在憲章上列明校牧之職責是：（一）負責主領校內的宗教活動；（二）協助關顧學生的福利、群體性及社會性的生活；（三）執行校董會指定的其他工作。校牧一職，多年來都由支持學院的宗派教會委派牧者，或由神學院老師兼任，或公開招聘本地牧者擔當。
1. 張榮岳牧師（1951-1953）（兼任）
2. 龐德明牧師（1953-1955）（教學並兼任校牧）
3. 芮陶菴博士（1955-1960）（教學並兼任校牧）
4. 湯華德牧師（1960-1962）（教學並兼任校牧）
5. 藍仁牧師　（1962-1963）
6. 湯華德牧師（1963-1968）（教學並兼任校牧）
7. 胡仲揚牧師（1968-1969）（聘請為講師及校牧）
8. 李景雄牧師（1969-1971）（聘請為講師及校牧）
9. 胡仲揚牧師（1971-1976）（聘請為講師及校牧）
10. 李景雄牧師（1977-1978）（聘請為講師及校牧）
11. 鄺廣傑牧師（1976-1977）（兼任署理校牧）
12. 蘇以葆牧師（1978-1983）
13. 吳天安牧師（1983-1990）
14. 周天和牧師（1990-1992）（神學院講師兼署理校牧）
15. 陳劍光牧師（1993-1995）
16. 吳榮恩牧師（1995-1996）（崇基神學院教牧中心副主任，兼任校牧）
17. 劉子睿博士（1996-2000）（署理校牧）
18. 伍渭文牧師（2000-2013）（任期最長的校牧）
19. 許開明牧師（2013-2017年7月）
20. 林豪恩先生（2017年8月-2018年7月）（原任崇基助理校牧，暫任署理校牧一年）
21. 劉國偉先生（2018年8月-2020年7月 ）（署理校牧，首位沒有博士學位亦未被按立成牧師的「校牧」）
22. 高國雄牧師（2020年8月- ）

#### 榮譽助理校牧
- 鄧瑞強博士（2008- ）
- 李均熊牧師

### 崇基學院禮拜堂

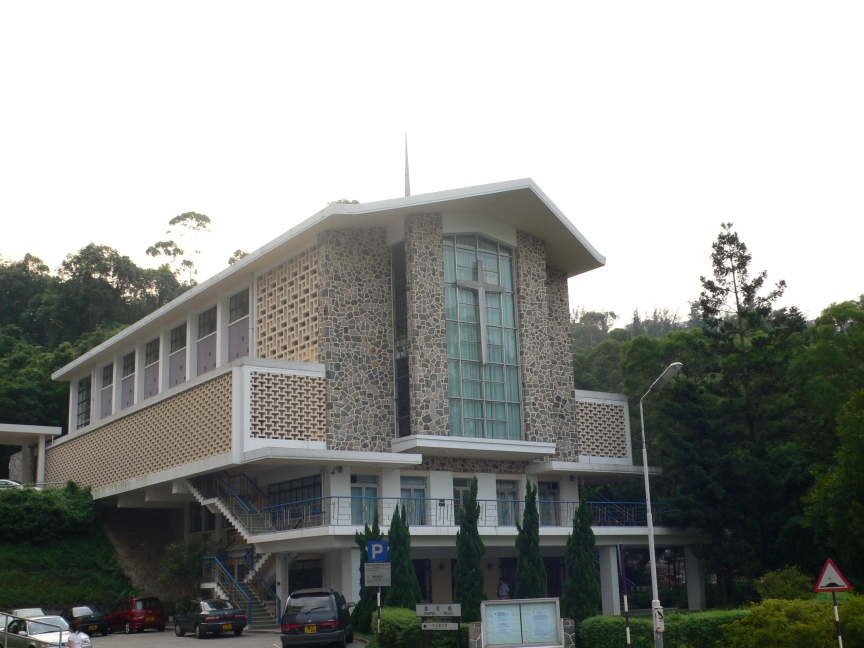
崇基學院禮拜堂

崇基學院自創校以來即設有禮拜堂，由校牧室管轄。崇基學院禮拜堂（簡稱：崇基禮拜堂）是目前全中國公立大學校園內最早及最大一座獨立建築的教堂。教堂聖壇兩旁懸掛著1951年前中國十三間基督教大學的校徽木刻，是世界上唯一見到這十三間大學的校徽的教堂。
2017年8月，崇基學院代表宣佈，由於崇基禮拜堂不是一間教會，不能提供會籍，故決定以後不再施行洗禮。
禮拜堂舉行的活動包括：
- 逢星期日上午10時30分舉行「主日崇拜」。
- 學期間逢星期一下午1時15分至1時55分舉行「午間心靈綠州」聖樂欣賞。[19]
- 學期間逢星期五上午11時30分至下午1時正舉行「學院週會」。（在2018/19年度改制前，崇基學生每學期需出席最少7次，並需最少出席第二部分（期終考前夕舉行）的週會3次[20]；及後，則改為每個學期出席最少四次，其中第一及第二部分至少兩次。）

### 爭議
前全國政協委員兼佳寧娜控股創辦人馬介璋的兒子馬鴻銘與「玩具大王」蔡志明之長女蔡加敏，雖然兩人都不是香港中文大學或崇基學院的校友，崇基學院校牧室仍破例讓他們在2007年12月27日於崇基學院禮拜堂舉行基督教結婚儀式，並由校牧伍渭文牧師任婚禮主持。2008年5月17日（即婚禮後5個半月），蔡加敏誕下7.3磅的女兒靄翹，證實了兩人是「奉子成婚」的傳言。（馬鴻銘及蔡加敏兩人已於2021年3月5日公開宣佈正在辦理離婚手續。）

## 學生會會歌
崇基學院學生會會歌 （黃友棣曲、王懷冰詞）

鞍山蒼蒼　吐露洋洋

維我崇基　雄立南方

博學篤行　止於至善

發揚文化　真理彌光

四海一家　精誠團結

鳶飛魚躍　鳳翥龍翔

鞍山蒼蒼　吐露洋洋

源遠流長　康樂未央
試聽「崇基學院學生會會歌」可參閱此處 （页面存档备份，存于）。

## 級社
崇基有成立級社的傳統，級社由同年度畢業的同學組成，發揮橫面的聯繫作用，曾籌辦的活動包括惜別週會及畢業聚餐等，並出版畢業同學錄。
| - 1955 崇 - 1956 基 - 1957 晞 - 1958 昕 - 1959 一 - 1960 勰 - 1961 皓 - 1962 哲 - 1963 斌 - 1964 正 - 1965 恆 - 1966 旭 | - 1967 仁 - 1968 曦 - 1969 協 - 1970 穎 - 1971 曄 - 1972 雋 - 1973 菁 - 1974 暉 - 1975 臻 - 1976 勵 - 1977 凱 - 1978 煦 | - 1979 摯 - 1980 灝 - 1981 毅 - 1982 翱 - 1983 勵 - 1984 駿 - 1985 昕 - 1986 杰 - 1987 諾 - 1988 儁 - 1989 驥 - 1990 萃 | - 1991 靖 - 1992 暐 - 1993 晨 - 1994 軒 - 1995 熙 - 1996 浚 - 1997 軼 - 1998 睿 - 1999 久 - 2000 仟 - 2001 燊 - 2002 傑 | - 2003 翹 - 2004 傲 - 2005 峻 - 2006 昊 - 2007 凝 - 2008 泓 - 2009 澄 - 2010 邁 - 2011 翔 - 2012 曈 - 2013 翎 - 2014 嵐 | - 2015 淳 - 2016 翀 - 2017 殷 - 2018 晉 - 2019 遨 - 2020 翊 - 2021 憬 - 2022 愷 - 2023 柔 - 2024 賢 - 2025 明 |

## 校園設施

### 教學/行政大樓

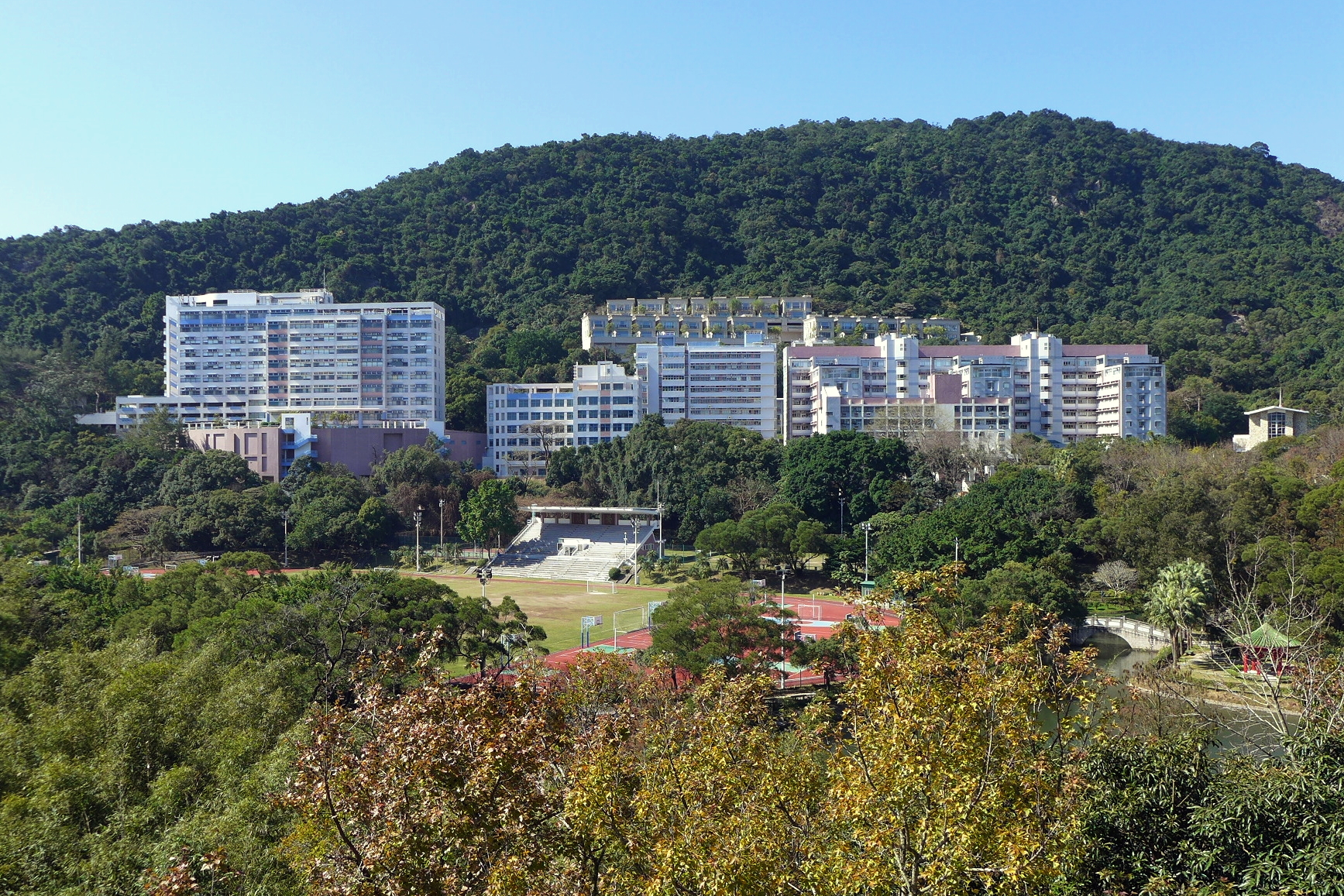
崇基學院利黃碧瑤樓、許讓成樓、王福元樓、陳國本樓及信和樓

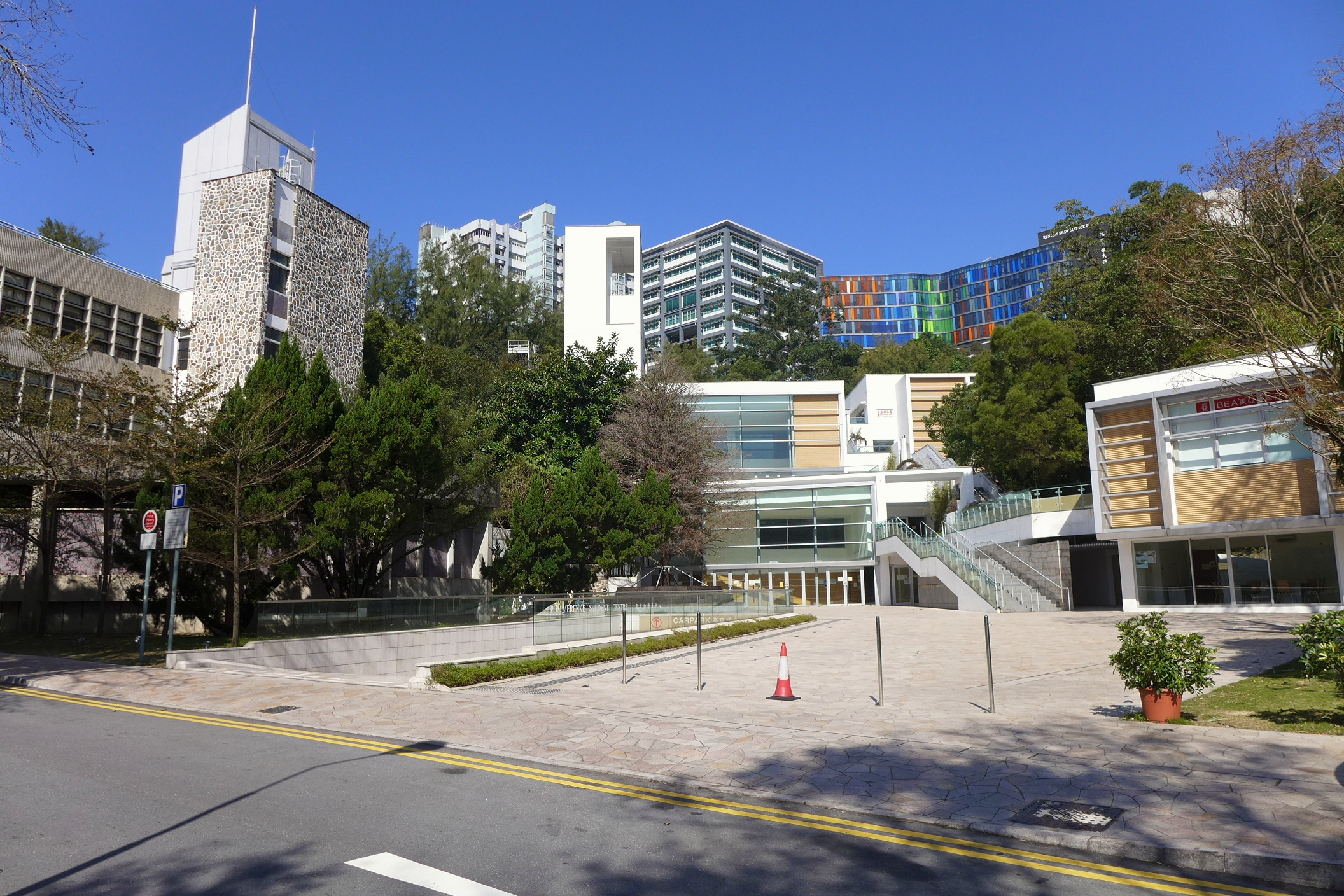
於2011年建成的龐萬倫學生中心，设施包括一个多用途大堂、会议室、学生活动室、咖啡室、展覽区以及办公室等

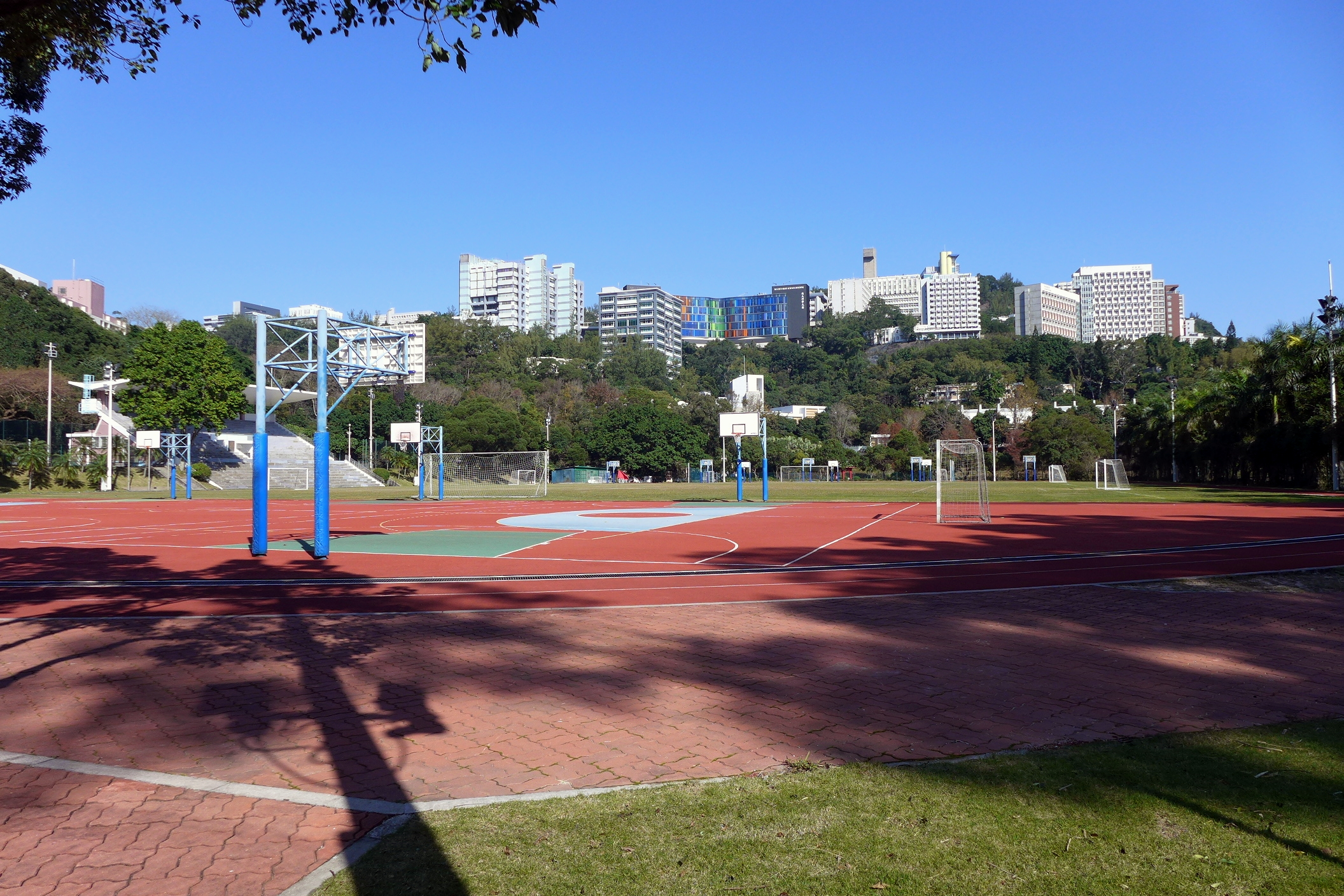
嶺南體育館及運動場

- 崇基行政樓（崇基院務處、亞洲基督教大學協會駐港辦事處、崇基書院通識課程辦公室等）
- 方潤華堂
- 方樹泉樓
- 王福元樓
- 何添樓
- 利黃瑤璧樓
- 李慧珍樓
- 信和樓
- 許讓成樓
- 陳國本樓
- 博文苑
- 李兆基建築學大樓
- 康本國際學術園及伍何曼原樓

### 圖書館
- 牟路思怡圖書館：現有藏書以音樂、宗教、教育、體育學、表演藝術及劇場爲主。[30]
- 建築學圖書館：位於綜合教學大樓之三樓及四樓，主要為支援建築學院師生的教學研究工作而設，為建築學院師生一星期七天、每天24小時開放。[31]
- 音樂圖書館：位於許讓成樓三樓，擁有超過一萬件收藏。學生可以使用16套音樂組合和播放器。[32]

### 運動設施
- 嶺南體育館及運動場
- 康樂室
- 網球場
- 足球場
- 籃球場

### 餐廳
- 眾志堂（學生飯堂）
- 教職員聯誼會會所（教職員餐廳）
- 蘭苑（曾用作崇基學生會會址，今用作餐廳）

### 學生宿舍
崇基學院現時共有9間10座學生宿舍，為中大四間2000年前成立書院之冠，可容納學生1,423人。
- 應林堂（男宿，為中文大學歷史最悠久的本科生宿舍；原擬於1993年後拆卸重建，但最終計劃取消）
- 華連堂（女宿，於1950年代後期建成的第二座學生宿舍，提供98個女生宿位；原擬於1993年後拆卸重建，但最終計劃取消）
- 明華堂（男女宿，於1960年代中期建成）
- 神學樓（男女宿，於1969年落成，並於2000年重修及改建）
- 文林堂（男宿，由美國著名建築師Leo A Daly設計）
- 何善衡夫人宿舍（男女宿）
- 文質堂（女宿）
- 利樹培堂（男女宿，2017年5月至8月間曾進行翻新工程；建造時為崇基舊學生宿舍清拆重建計劃之接收宿舍，後來計劃取消，但仍按計劃於1994年建成；地下一單位曾為胡秀英教授生前最後居所，去世後由大學本部註冊及考試組用作存放考試用傢俱至2017年，後改作宿舍活動室）
- 五旬節會樓高座（男女宿，前身為研究院宿舍祖堯堂，1976年3月啟用，2001年改作崇基學生宿舍；地下為中大教職員會所，所有人均可在申請會籍後光顧此餐廳）
- 五旬節會樓低座（女宿，前身為研究院宿舍低座，同上）
- 未命名宿舍（工程名稱「E計劃」，由原教職員宿舍E座重建而成，提供300個宿位，預計2026年落成[33]）

此外，崇基學院曾計劃在千禧年間興建一棟新的男女學生宿舍，並由著名建築師嚴迅奇設計，原訂2001年完工啟用，惟最後沒有建造，改為將舊研究院宿舍改建成本科生宿舍（五旬節會樓）。

#### 18/19年度宿分通脹事件
根據崇基學院宿委會於2018年5月17日公佈的非新生派宿名單，下年度宿分持續通脹，本地學生不論男女均需獲得36分及以上宿分方可入住宿舍。有同學發現本年度非本地生入宿率竟遠超上年，立刻引發連串討論。有同學統計有關資料，顯示下年度派予非本地生的宿位佔總宿位數目之56.2%，遠超本地生。有疑似非本地生於Facebook專頁 CC Confession-崇基無秘密 （页面存档备份，存于） 挑起戰火，引發部分本地生同學強烈不滿。
有同學對遠居於赤柱、柴灣及屯門等偏遠地區仍未能獲派宿位大感失望，反而居住於深圳或羅湖的內地學生，僅與香港中文大學相隔五個站，則四年必宿。不少本地生認為宿舍分配制度不完善，並痛斥崇基院方只重視非本地生而漠視本地生同學對宿位的需求，目前為止，崇基院方未有正式回應同學訴求。

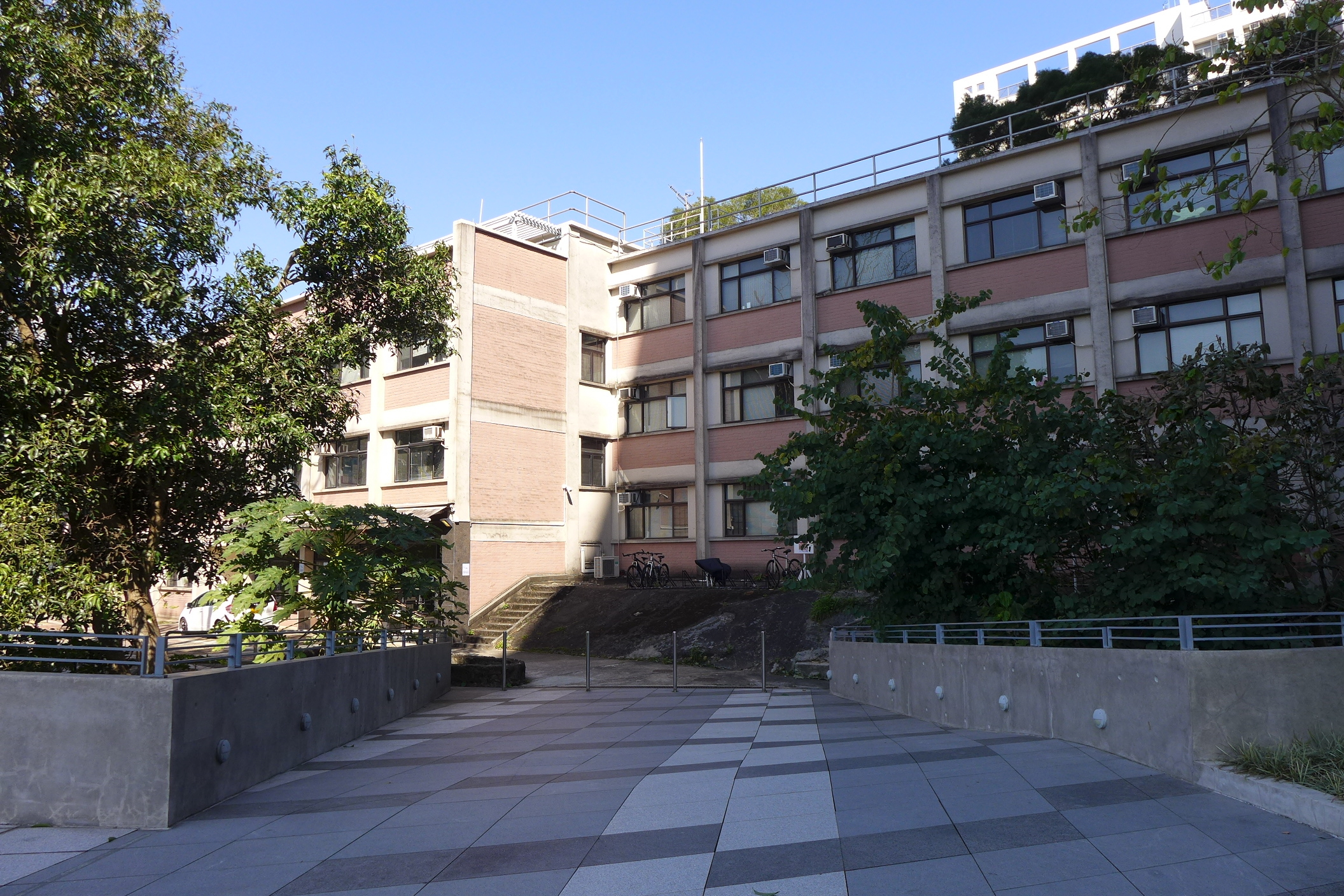
應林堂
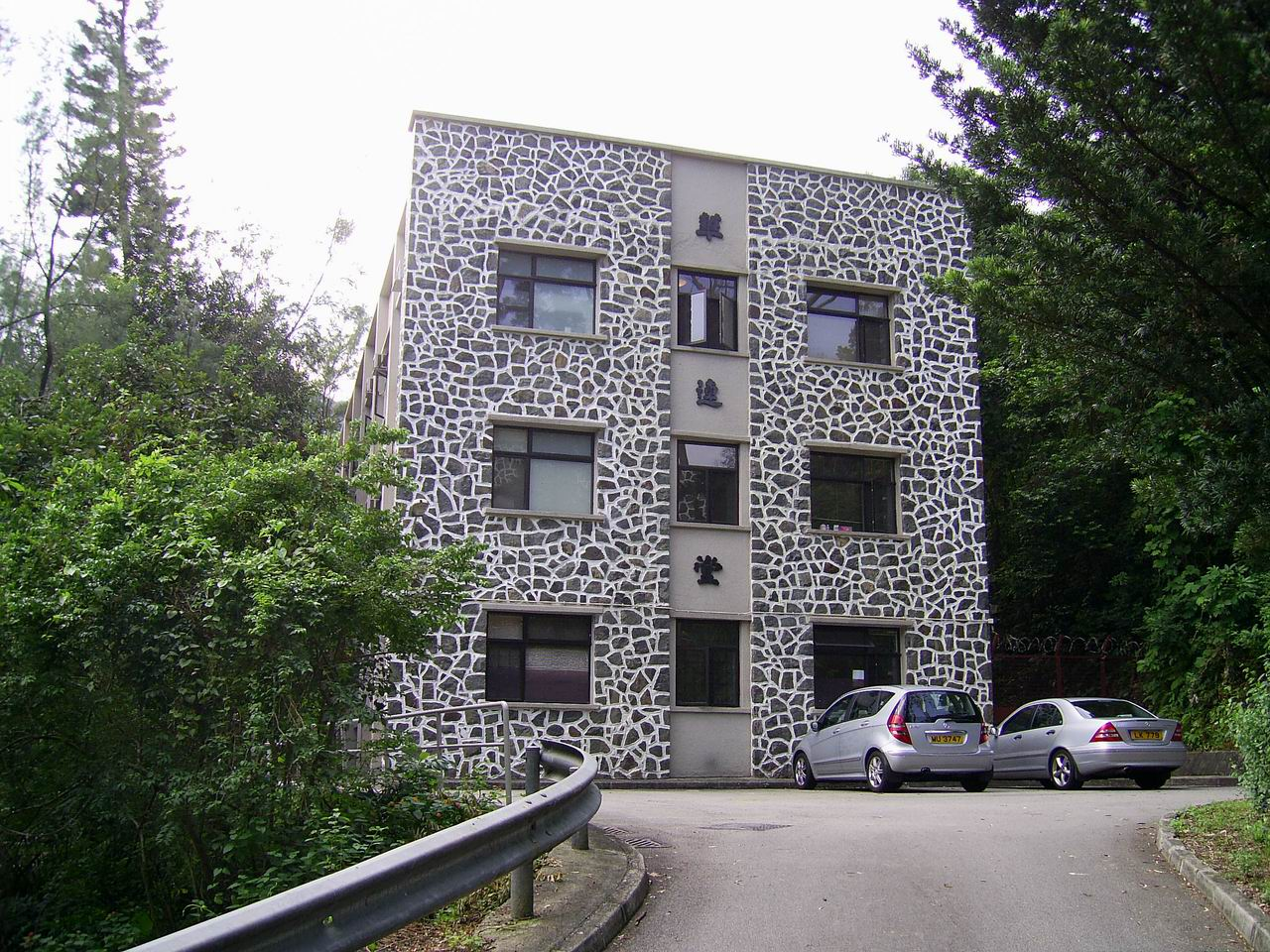
華連堂
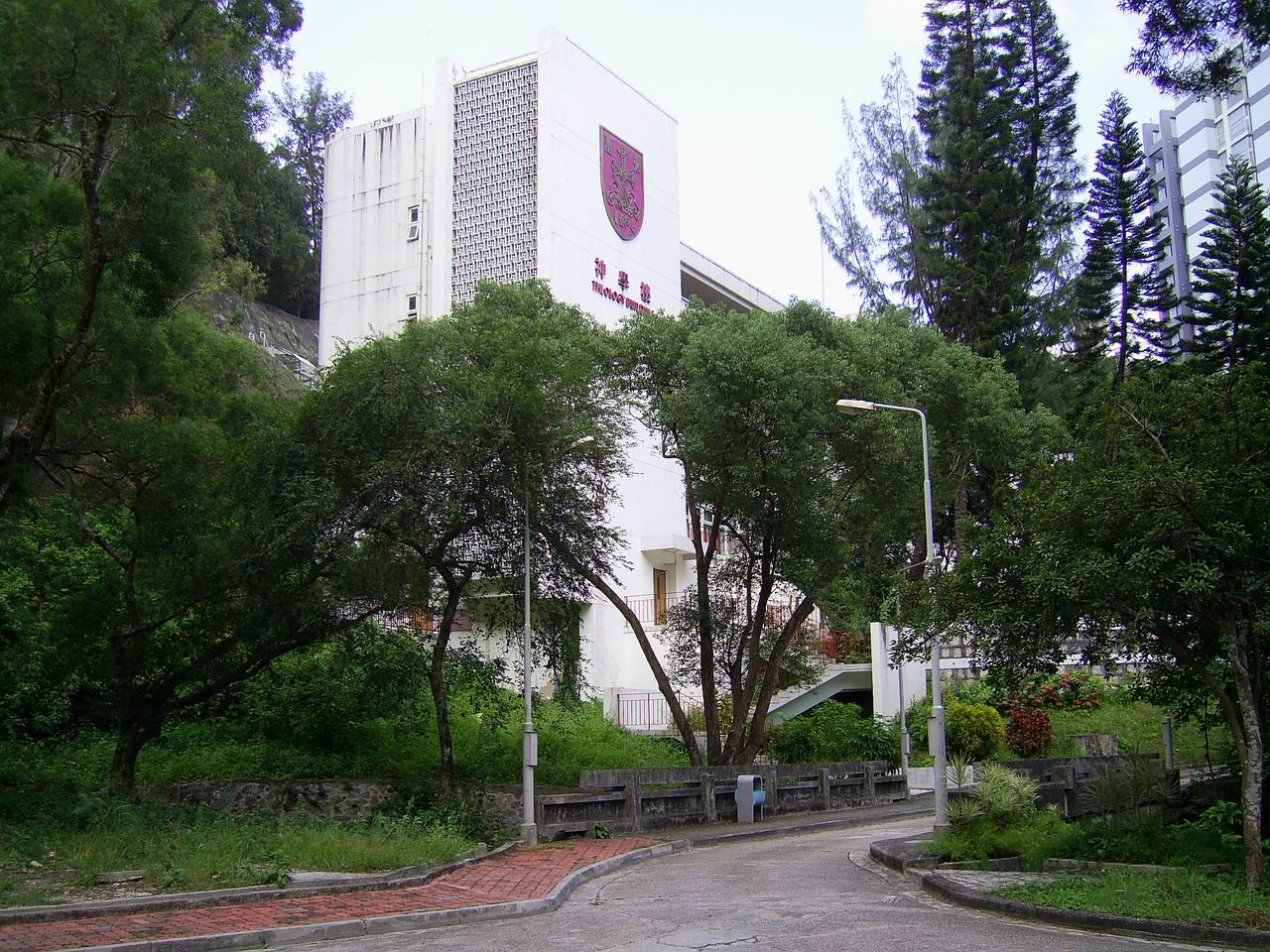
神學樓
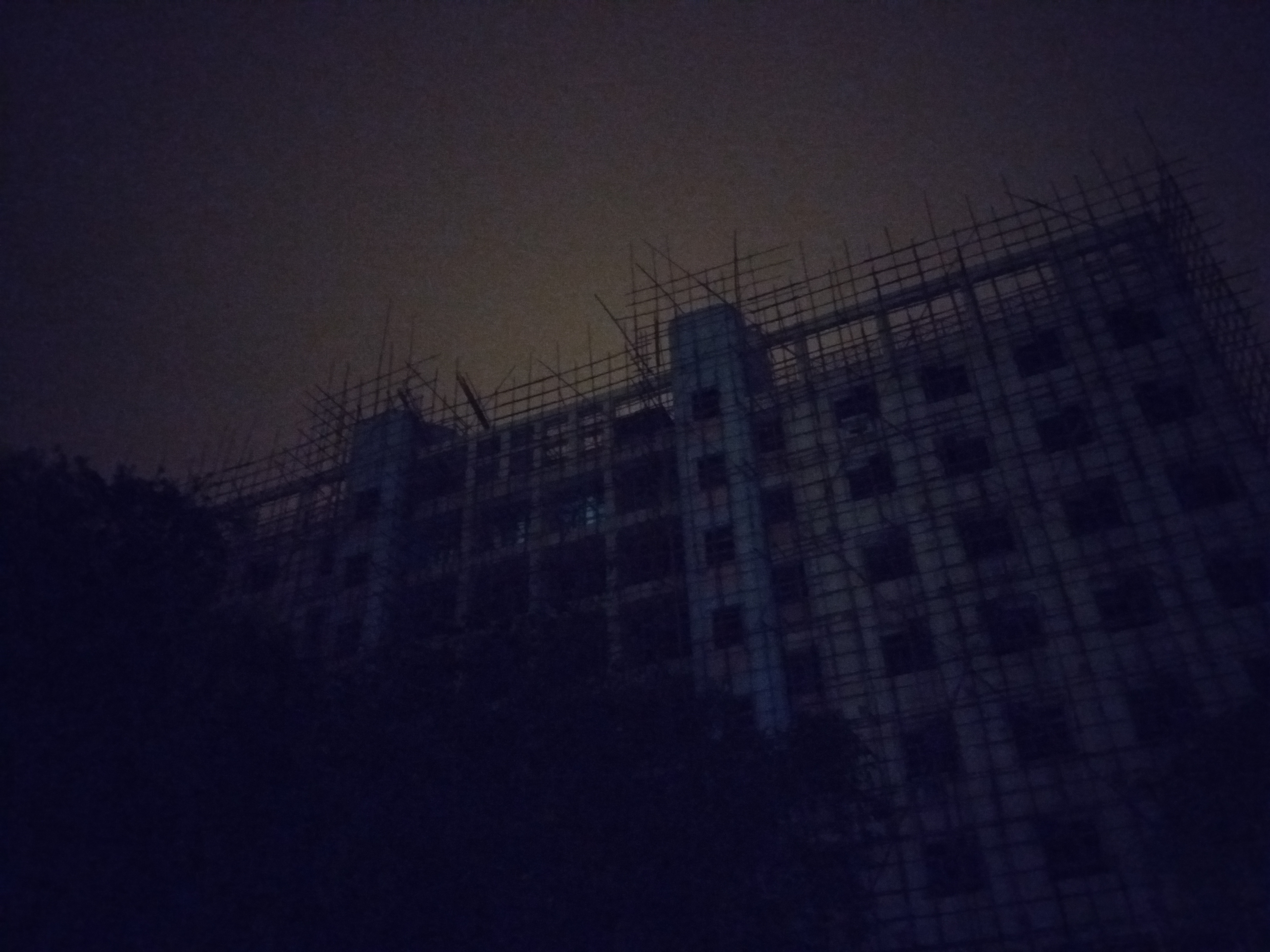
2017年5月尾-剛搭棚進行翻修的利樹培堂夜景

### 教職員宿舍
教職員宿舍共有4座，分別為：A座、B座、C座及S座。
原教職員宿舍D座及G座已於2018年5月起起永封閉，並於同年11月起拆卸。及後於2022年重建為低座的學生活動中心（龔約翰學生中心）及高座的多功能綜合大樓（梁鳳儀樓），其中後者設有重置的教職員宿舍設施。而位於大學站A出口對面的教職員宿舍E座已於2023年拆卸，根據重建計劃（項目名「E 計劃」，Project E），將在原址重建兩幢大樓，高座爲300個宿位的學生宿舍，低座則用作重置教職員宿舍及增設校友活動中心、空中花園、數碼文化多元創意中心等設施，預計2026年底陸續完工。

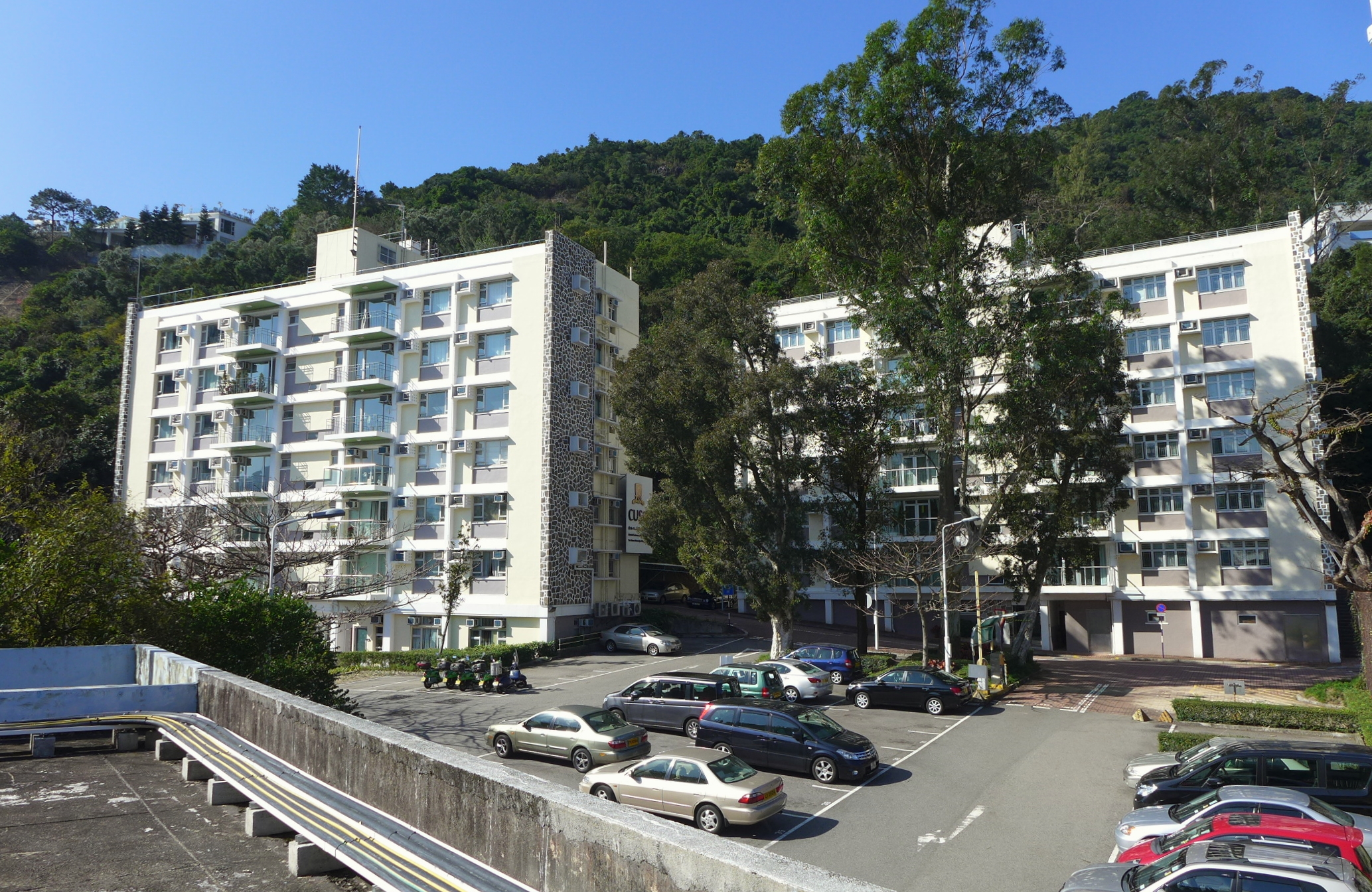
崇基教職員宿舍F座博文苑（圖左）及E座 (圖右，現已拆卸)

### 地標

#### 牌樓

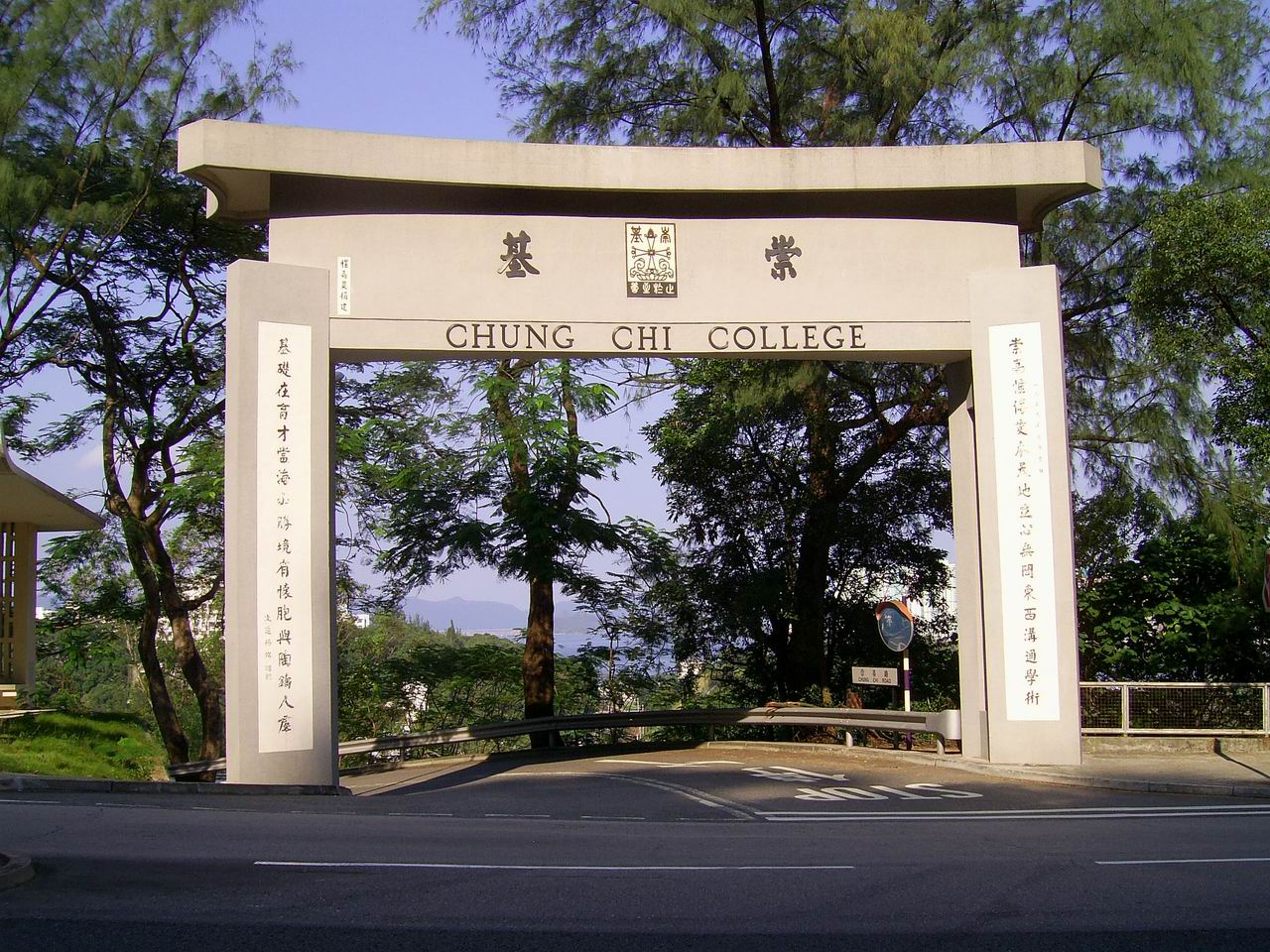
大埔公路入口的新崇基牌樓

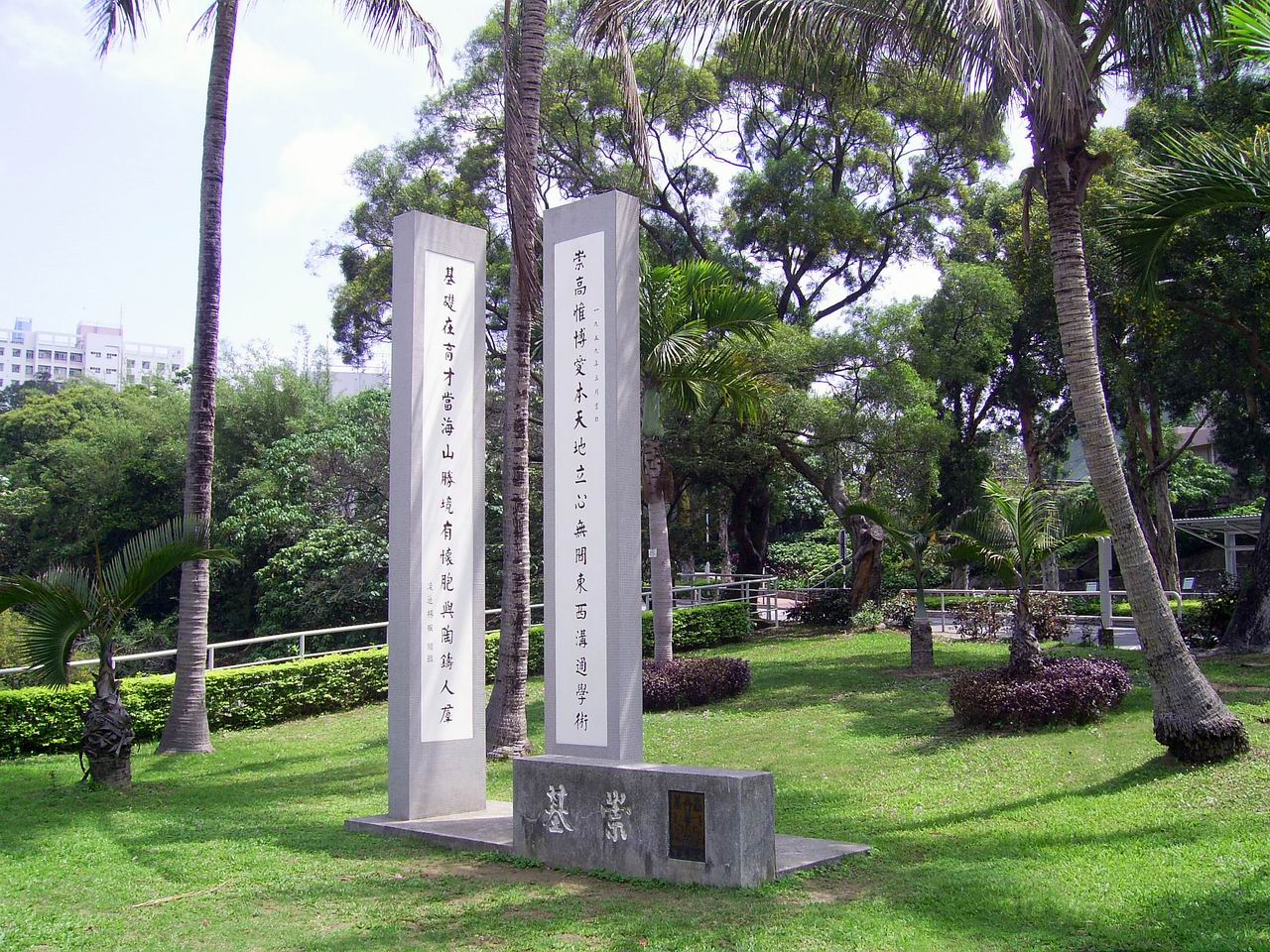
哲徑入口的舊崇基牌樓楹聯

崇基學院於1959年在大埔道入口興建了一座牌樓和一座「至善亭」。崇基牌樓上書「崇基」二字，背面題了校訓「止於至善」。牌樓左右楹柱有對聯：
崇高惟博愛　本天地立心　無間東西　溝通學術

基礎在育才　當海山勝境　有懷胞與　陶鑄人群
這對楹聯由丘鎮英撰，凌道揚題。
2001年，展開擴闊大埔公路入口之工程，由於崇基牌樓的寛度不足，牌樓下的路面只有6米寬，不及法例規定的7.2米，故需拆卸重建。
原來舊牌樓的對聯石柱於2003年重新豎立於未圓湖畔的哲徑入口處。舊牌樓的校名及校徽組件，則以雕塑形式保留於崇基廣場。
在大埔公路崇基學院入口原址，按照原貌拓寬增高重建一座新的崇基牌樓，體積擴大了百份之三十。

#### 校湖

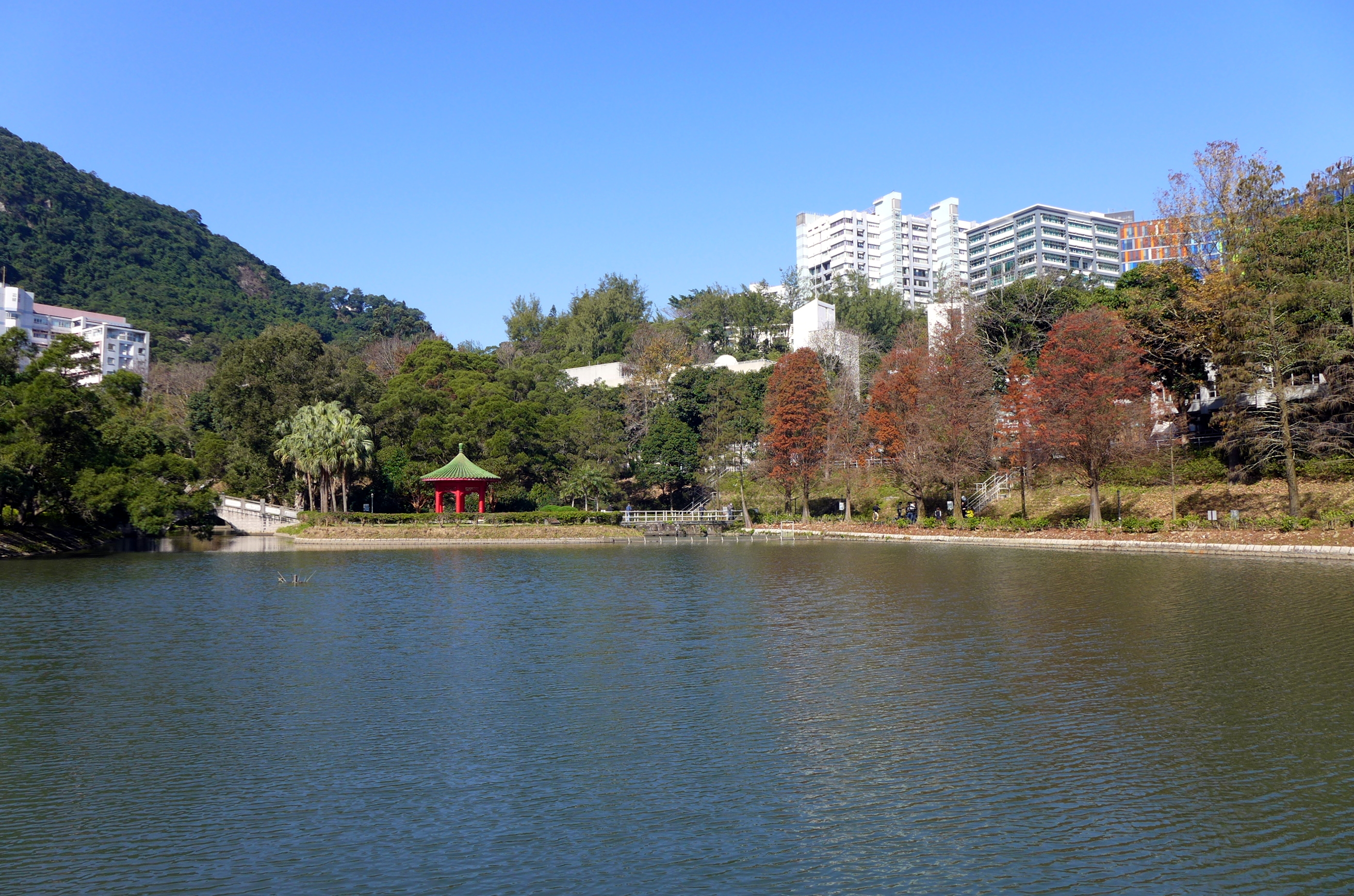
崇基學院的未圓湖及獅子亭

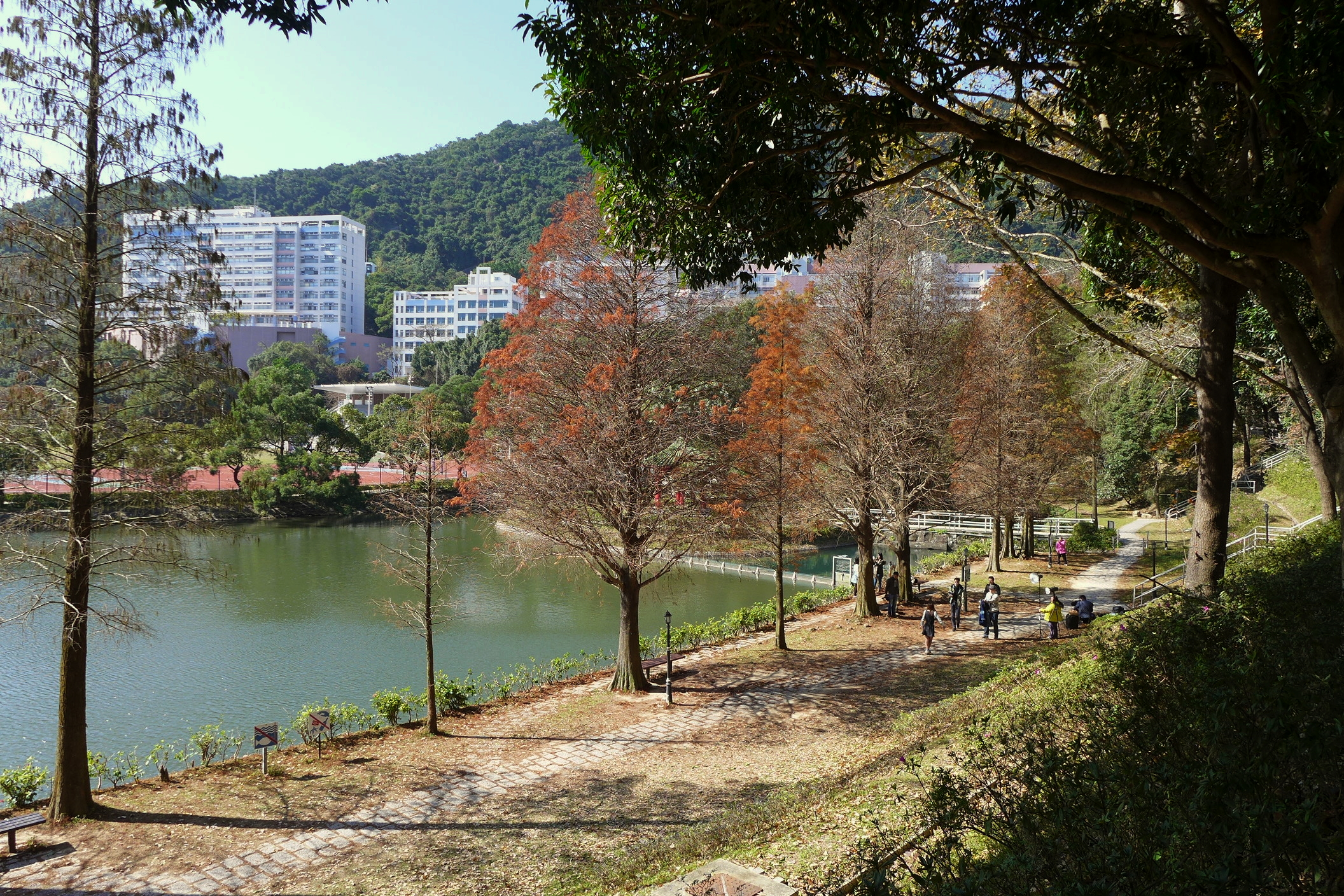
未圓湖

- 未圓湖：湖址原為農田與流水，遙對馬鞍山；六十年代末演變為「荷花池」；九十年代中進行美善工程，改建為「未圓湖」。湖取名「未圓」，蘊含「仍未圓滿，須繼續力求圓滿」之意。未圓湖蘊含「二池二橋一徑」，二池是指「荷花池」及「養德池」，二橋是指「拱橋」及「曲橋」，一徑是指「哲徑」。[40]
- 荷花池：以往整個未圓湖都泛稱為「荷花池」，現在「荷花池」主要指位於在曲橋兩旁種滿荷花的水域。
- 養德池：為養鴨池，命名諧聲雙關，取「臨池見duck而思養德」之意。養德之思相對於物化的社會與潮流，有淨魂醒心的現實意義。本來有在湖中飼養鴨子，後因禽流感而停止養鴨。
- 拱橋：暗喻人生道路之有起落，安步能通彼岸。
- 曲橋：暗喻人生道路之有曲折，徐行可達彼岸。
- 哲徑：未圓湖環湖小徑取名「哲徑」，提示湖邊漫步時可思考人生哲理，思隨賢哲之路。入口處保留了舊崇基牌樓的一對楹柱。
- 無憂樹：曲橋北端湖畔之圓形小花圃植有佛教聖樹「無憂樹」，提醒人當以天下憂樂為念。此樹象徵崇基以基督教為本，同時亦具有包容的精神、開放的態度、求同賞異的襟懷。
- 「止於至善」草坡：在众志堂前的湖邊草坡上，用了矮灌木連翹巧植成校訓「止於至善」四個大字。
- 獅子亭：全名為九龍中央獅子亭，是一座中國傳統的八角亭，紅楹綠瓦，由九龍中央獅子會捐建，於1980年6月6日舉行揭幕典禮。[41]

#### 雕塑
- 「崇基」二字雕塑 ：位於嶺南運動場旁邊。

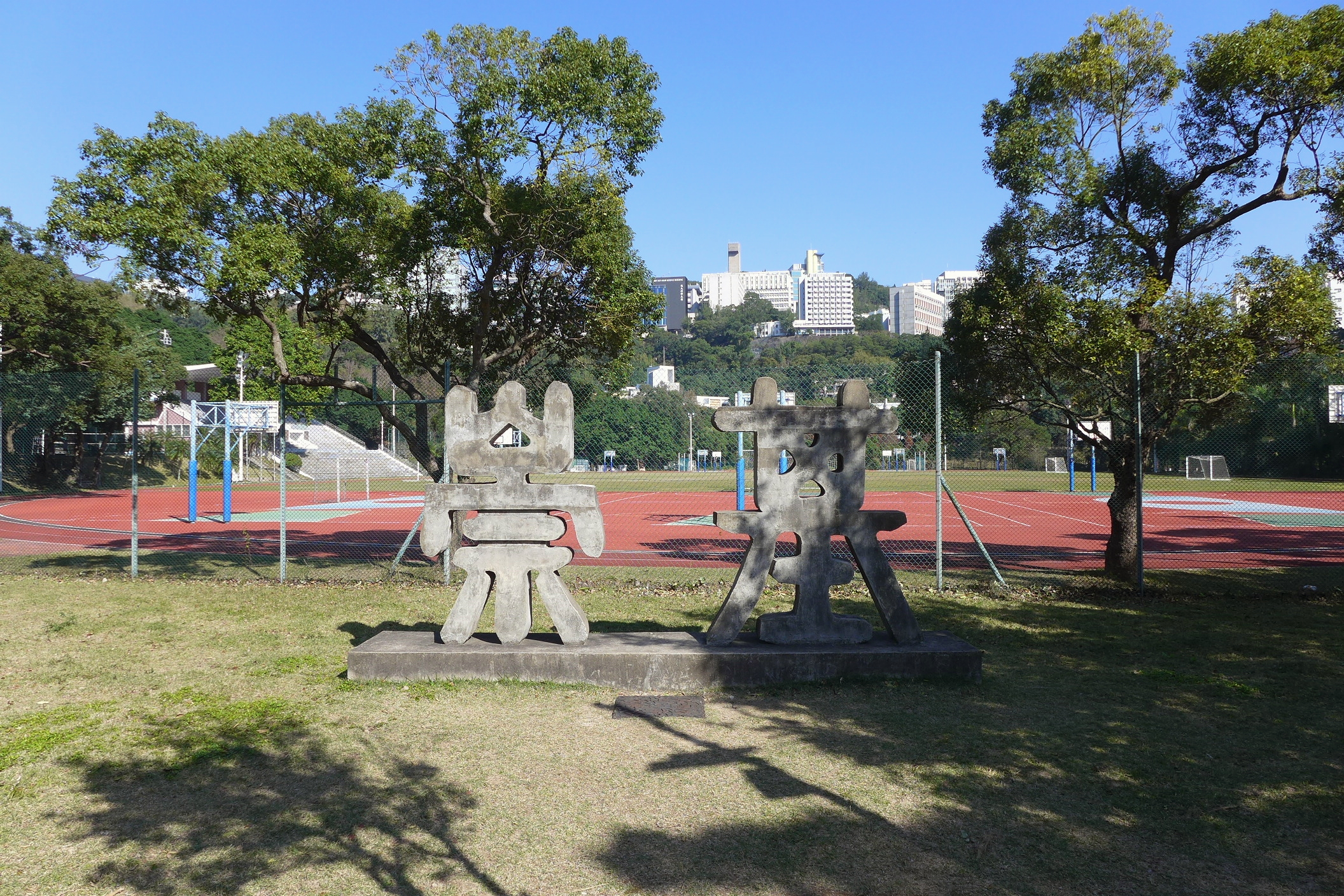
嶺南運動場旁邊的「崇基」二字雕塑

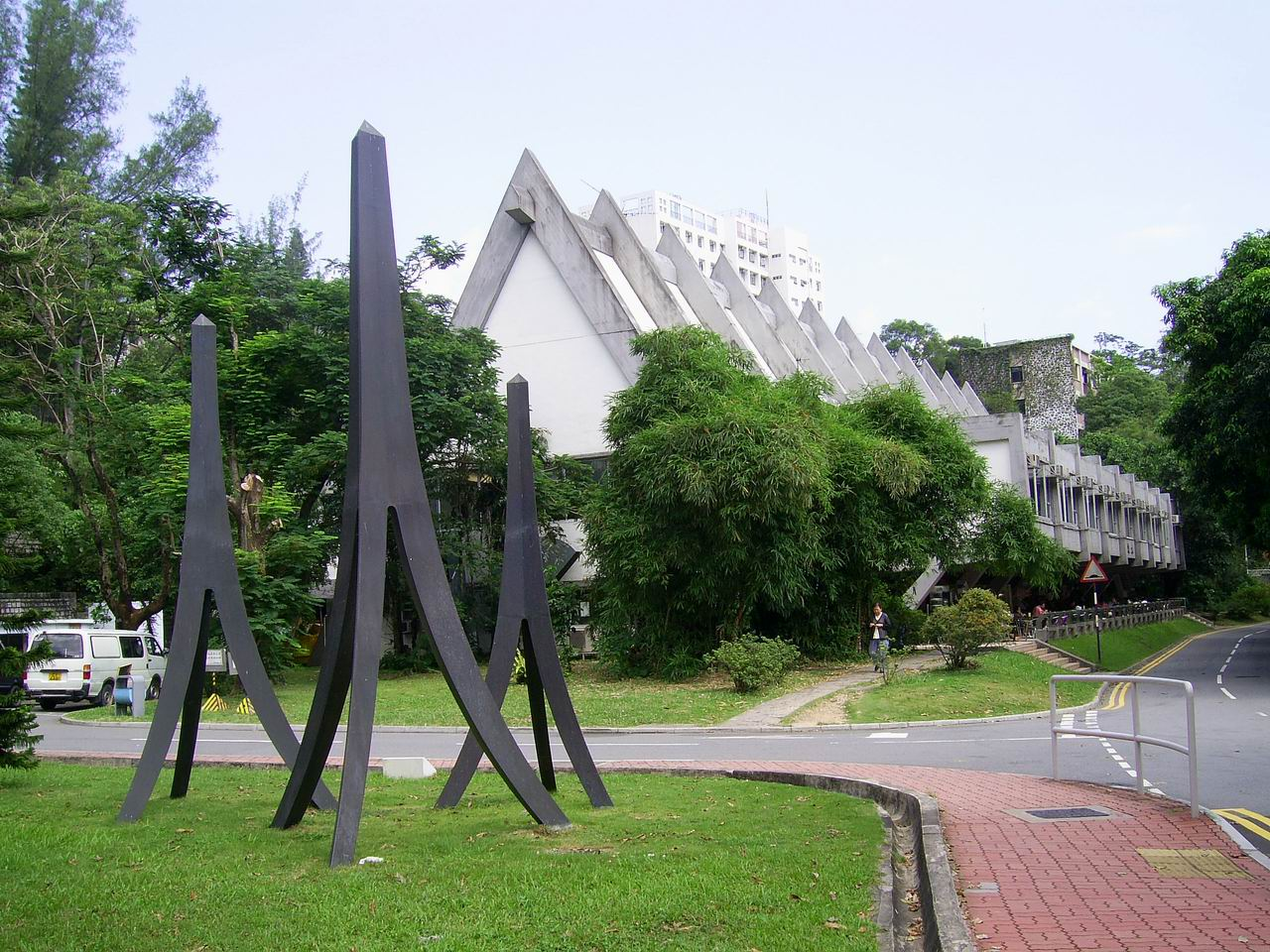
「众」字雕塑與眾志堂

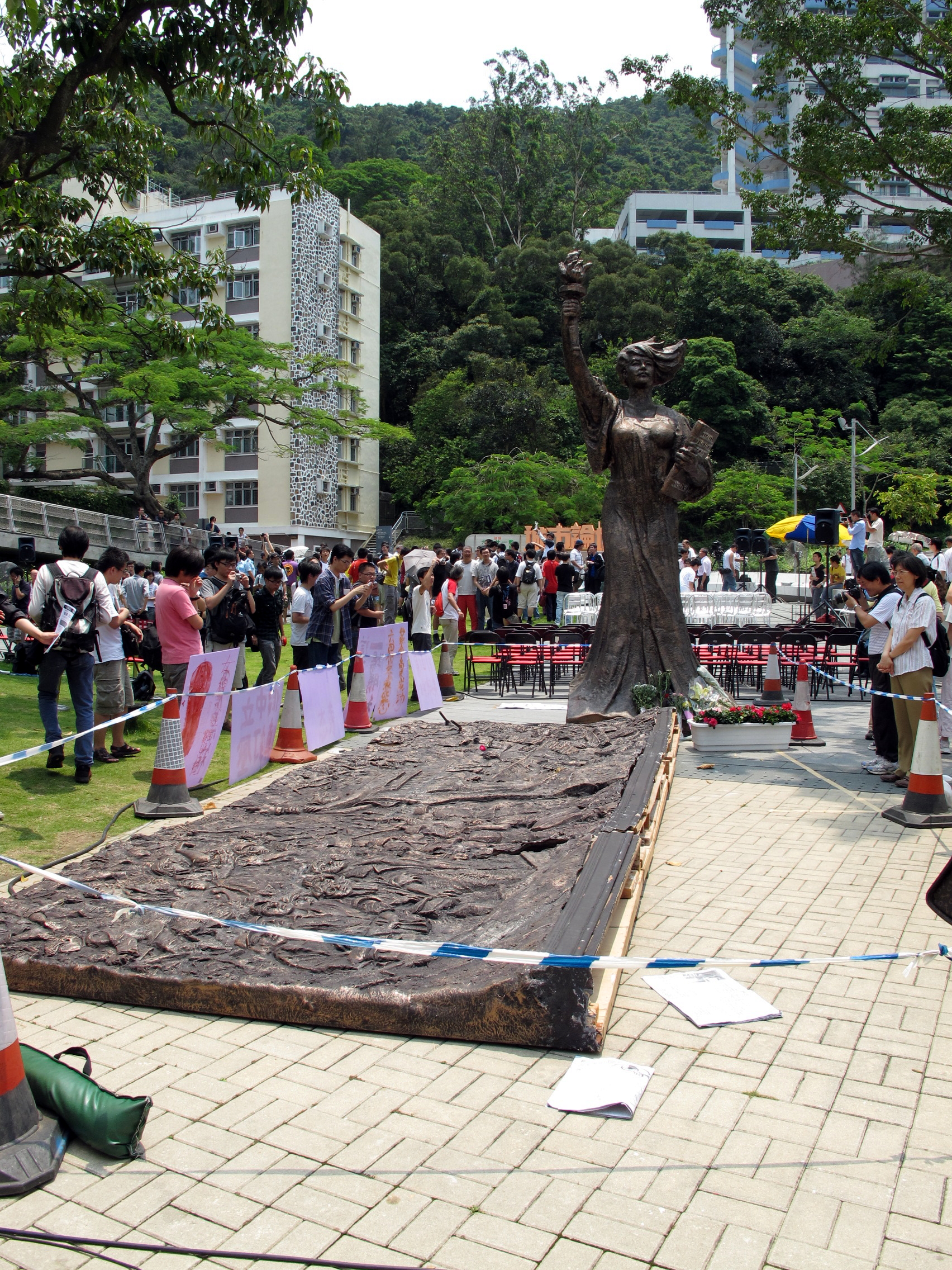
2010年新擺放的民主女神像

- 「五十飛翔」雕塑：位於崇基行政樓廣場草坡之上。為紀念崇基建校50週年設立，由崇基的英文簡稱“CC”構成，造型像飛鳥飛翔，寓意學院繼續飛向新的高點。
- 字雕塑：位於牟路思怡圖書館旁草地。為紀念崇基建校55週年設立。雕塑「众」意味深長，它由三個獨立的「人」形雕塑組成，分而顯「人」，合而見「众(眾)」。一方面喻意各個崇基人皆能獨當一面，有傑出之成就，另一方面又代表崇基一家親，各人融洽和諧的意思。[42]
- 「六十智源」雕塑：位於牟路思怡圖書館西側草坪。為紀念崇基建校60週年設立。旅美藝術家利漢楨教授以涓涓流水穿過六層山石、循環運轉、永不停息的概念而設計的巨型雕塑。[43]
- 沈宣仁銅像：位於宣仁通識教育資源中心內，半身銅像由雕塑家朱達誠鑄製，2016年10月28日揭幕。[44]
- 勞思光銅像：位於未圓湖旁，銅像由雕塑家朱達誠鑄製，2017年5月25日揭幕。[45]
- 民主女神像：又名新民主女神像，由雕塑家陳維明鑄製，仿製1989年天安門廣場上被推倒的民主女神像。它本屬於支聯會，2010年六四晚會後，它由逾二千名市民護送，放置在火車站前廣場。[46][47]2021年12月24日清晨約6時，民主女神像，突然被校方拆除運走，校方並沒有交待女神像被搬到哪裡存放[48][49][50][51][52][53]。

#### 其它地標
- 至善亭：位於大埔道入口崇基牌樓旁的巴士候車亭，興建於1959年，與已拆的舊崇基牌樓一同落成。
- 崇基校友園：位於禮拜堂側，中大校友徑以此為山下之起點，沿途種有多種中藥植物，為中大中藥園之一部份。
- 凌道揚園：位於崇基校友園內，乃紀念崇基學院第二任院長馬料水墾殖者凌道揚博士。此園為其後人所捐建。
- 崇基廣場：位於文質堂宿舍外「何草」東端之小型露天舞臺，建於2007年，供崇基學生舉辦文娛、康樂及論壇等活動。臺上「崇基」二字及校徽來自崇基大門的舊牌樓。
- 暉社台及「勞動光榮」碑：暉社台是1974年的級社（暉社）在眾志堂外興建的露天劇場，作為送贈崇基學院的畢業禮物，當年的崇基學生會送了一塊刻上「勞動光榮」的石碑，以讚揚「暉社」的工作，同時亦表揚勞動階級對社會的貢獻。[54]
- 十三紫薇：學院於2001年在崇基行政樓側小廣場前種植紫薇十三株以為象徵，銘記崇基之創立乃繼承國內十三間基督教大學的辦學使命。[55]

### 其它設施

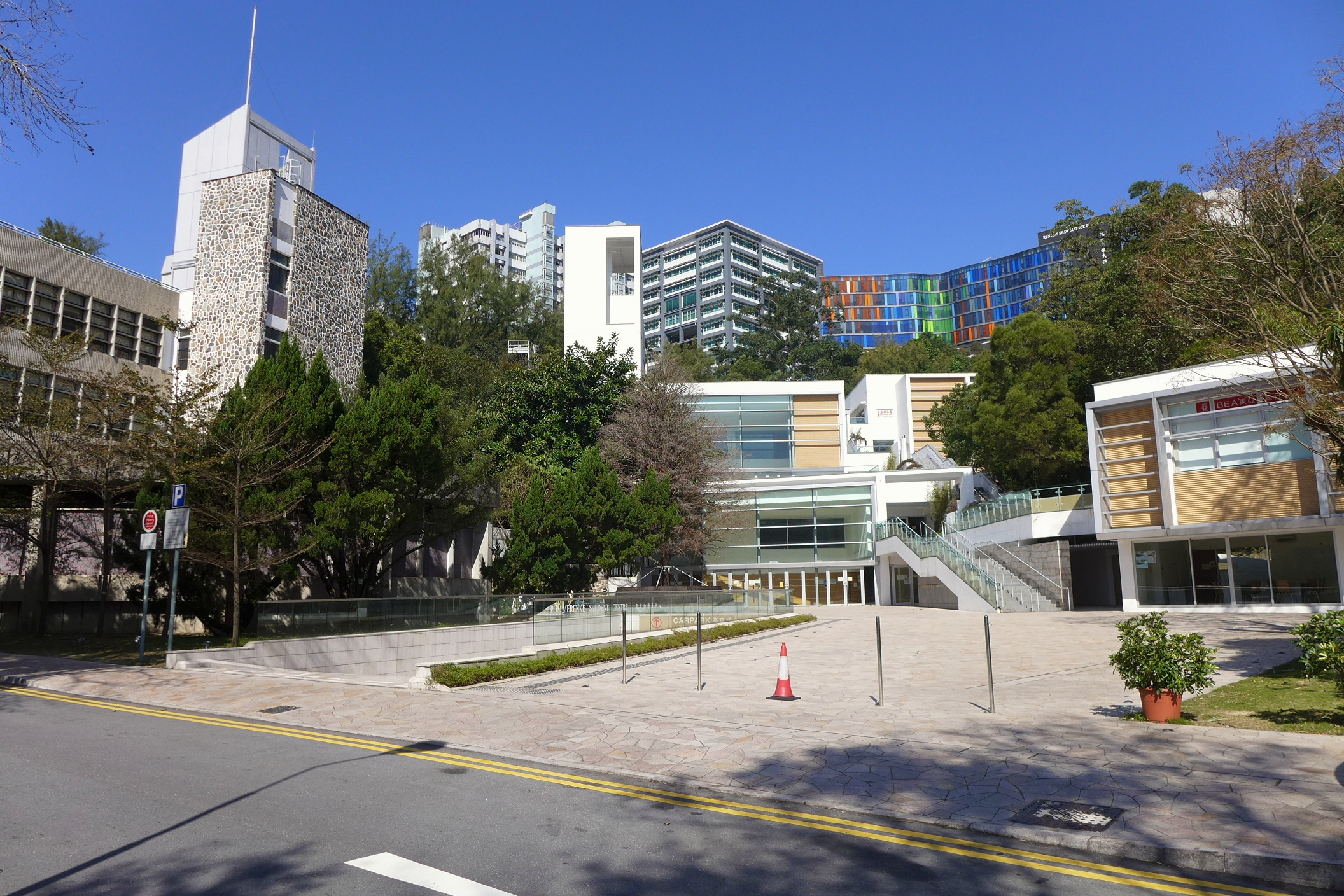
崇基學院的龐萬倫學生中心

- 鄧雁玲科學普及教育中心：位於牟路思怡圖書館頂層。中心包括兩座小型太陽及行星觀測台，提供觀日及觀星活動；設有一間小型科學博物館，定期舉行科學專題展覽及介紹一些科學展品。
- 崇基學院校史檔案館：位於牟路思怡圖書館二樓西翼，館內分設展覽廳和檔案儲存室。檔案館收藏歷年崇基珍貴物品及文獻，並舉行不同主題的展覽。自2014年10月31日開始，該館設置「培芳植翠道悠揚——崇基校園植樹回顧展」，一直至今。
- 謝昭杰室：位於牟路思怡圖書館側的演講室
- 宣仁通識教育資源中心：位於牟路思怡圖書館旁，前稱綜合基本教育資料中心。中心儲存之資料包括過去年度崇基通識科目「專題討論」之學生報告、有關大學教育之論著及報告、大學生活、科際整合、東西方文化、各學科之概觀及其他適合通識教育採用的文字數據。另外亦設悠閒讀書角，置有大學生讀物、興趣書籍，供同學閱覽。
- 雲心閣：位於崇基學院行政樓內
- 校友室：位於崇基學院行政樓內，為崇基校友提供聚會和休憩地方
- 龐萬倫學生中心：位於眾志堂側，是中大校園內最具規模的學生活動中心。中心設施包括：禮堂、健身室、鋼琴室、音樂室、活動室、會議室、演辯室、樂隊室及桌球室等。
- 龔約翰學生中心（低座）及梁鳳儀樓（高座）：合稱「崇基學生發展綜合大樓」，2022年由原教職員宿舍D座及G座重建而成[36]。整個項目包括約12,800平方呎學生活動空間；當中龔約翰學生中心設有音樂室、活動室、學生會室、會議室及茶飲店等；梁鳳儀樓基座則設有可容納110名觀衆的李福和朱美琳劇院、健身中心和瑜伽天地，樓上爲重置的教職員宿舍。高低座之間建有天橋，前後貫通山下的龐萬倫學生中心及蒙民偉工程學大樓連接本部。
- 六藝堂：走讀生舍堂，位於龐萬倫學生中心3樓。內有不同電腦設備、康樂設施及儲物櫃等供走讀生使用。
- 李冠春堂：位於信和樓3樓的演講廳
- 利希慎音樂廳：位於利黃瑤璧樓，擁有269座位，由嚴迅奇負責室內設計，為全亞洲音響效果最佳的音樂廳。音樂廳內設有一座音色與外形極優美的管風琴，由建造風琴逾百年歷史的加勒斯 (Klais) 家族的第四代 ─ 菲立‧加勒斯先生 (Mr Philipp Klais) 建造。
- 資訊科技服務處用戶區：位於伍何曼原樓6樓
- 廣泰園：位於嶺南運動場旁邊的燒烤場

## 交通
崇基學院巴士站（大埔公路– 馬料水段）：
九龍巴士72線
- 太和 ↔ 長沙灣

九龍巴士72A線
- 大圍站 ↔ 大埔工業邨

九龍巴士73A線
- 粉嶺（華明） ↔ 沙田（愉翠苑）

九龍巴士74A線
- 太和 ↔ 啟業

九龍巴士872線
- 沙田馬場 → 大埔中心

新界區專線小巴28K線
- 大埔墟站 ↺ 沙田市中心

新界區專線小巴28S線
- 白石角（天賦海灣） ↺ 新城市廣場

中文大學校巴：
港鐵大學站／大學站廣場站（路線1A，1B，N，H）（路線2；6A，6B，7（教學日）；8（非教學日））
康本國際學術園站（路線3，4）
崇基教學樓站（路線5，6A，6B，7（教學日）；8（非教學日））;

## 外部連結
- 香港中文大學（页面存档备份，存于）
- 香港中文大學崇基學院（页面存档备份，存于）
- 香港中文大學的崇基學院之池塘在2009年3月的影像（页面存档备份，存于）

22°24′50″N 114°12′34″E / 22.413997°N 114.209439°E